# 白練緯地松皮菱竹模様小袖

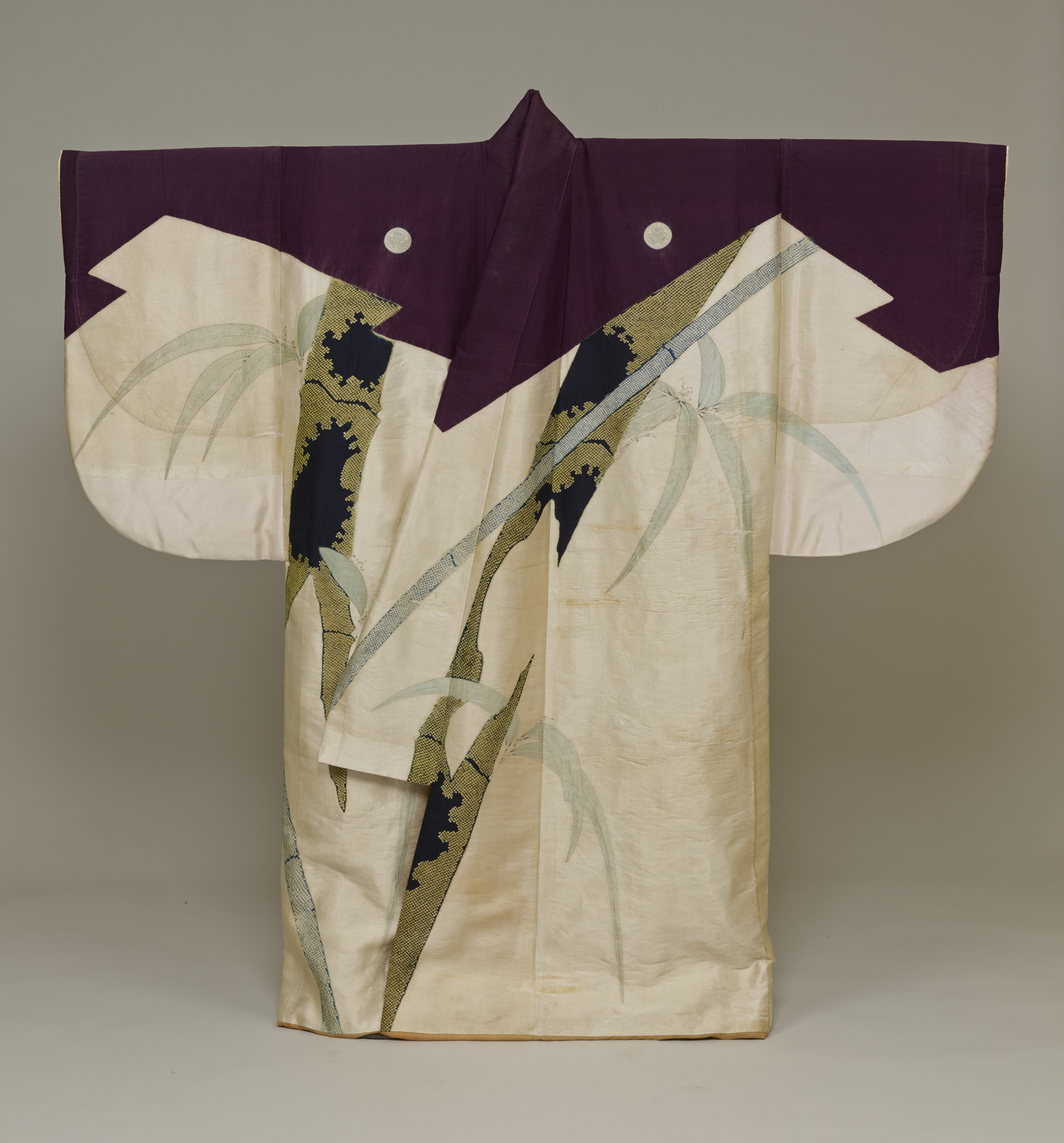
白練緯地松皮菱竹模様小袖（表）

白練緯地松皮菱竹模様小袖（しろねりぬきじまつかわびしたけもようこそで）、文化財登録名「白地竹文辻ケ花染小袖」は、東京国立博物館に所蔵されている小袖である。慶長15年（1610年）に、徳川家康お抱えの狂言師であり、狂言鷺流10世家元の鷺仁右衛門宗玄が家康から拝領されたと伝えられている。
辻が花染めの江戸時代初期の貴重な作例として、付属の摺箔帯とともに昭和40年（1965年）に重要文化財に指定されたが、デザインや服の仕立て方からみて慶長15年に家康から拝領されたものであることを疑問視する説もある。
当記事では白練緯地松皮菱竹模様小袖とともに、付属の摺箔帯についても説明する。

## 特徴

### 材質
材質は絹である。表地は白練緯（ねりぬき）地で、裏地は平織である紅平絹地であり、表地と裏地の間に薄い真綿を入れた袷仕立てになっている。
練緯とは経糸（たていと）に練りの工程を経ない生糸、緯糸（よこいと）にセリシンなどを除去した練糸で織られた平織の絹織物であり、室町時代中期以降、安土桃山時代から江戸時代の初頭にかけて広く用いられた。練緯地は薄手でかつ張りがある生地であるため、辻が花染の特徴である縫い絞り染めによって様々な文様を染め出すことが出来る。そのため多くの辻が花染では練緯地が用いられた。しかし天正年間から慶長年間にかけて、それまで外来からの染織品のみであった繻子織やちりめんの技法が日本に伝えられ、生産が始まると急速に使われないようになり、慶長年間より後になるとほとんど見られなくなる。練緯製であることは白練緯地松皮菱竹模様小袖が慶長年間を下限とする江戸初期までの時期に制作されたことを示している。
練緯地は練りの工程を経ない生糸が使用されている経糸の痛みが早く、経糸が切れることによる横方向の亀裂が進みやすい。白練緯地松皮菱竹模様小袖でも経糸の硬質化が進行し、経糸方向の力がかかりやすい肩や裾などの縫込み部分や、しわになっている部分などに断裂が発生していた。

### 型

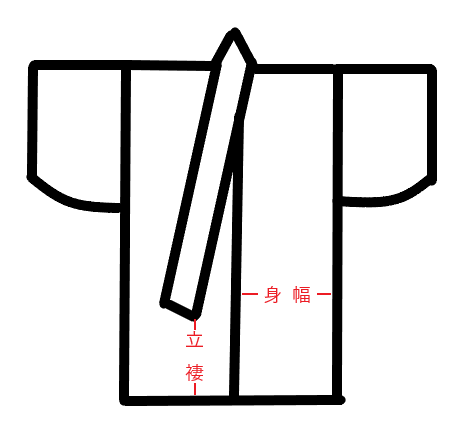
小袖の身幅と立褄、福島（2018）p.111を参考に作図。

寸法は、身丈145.3センチメートル、身幅40.8センチメートル、袖幅36.5センチメートル、袖丈66.5センチメートル、立褄（たてづま）41.4センチメートルである。
白練緯地松皮菱竹模様小袖は身幅が長く、ゆったりと作られている。江戸時代中期以降の小袖は身幅が約30センチメートル前後にまで短くなることを考えると、江戸初期までの小袖特有の形態を示しているといえる。また他の家康着用と伝えられている小袖と比較してみてもほぼ同様の身幅である。
また立褄が短いことも特徴として挙げられる。立褄は安土桃山時代から江戸初期にかけて、ほぼ白練緯地松皮菱竹模様小袖と同程度であったものが、17世紀半ば以降の寛文小袖は約20センチメートル長くなっており、18世紀初頭の宝永年間頃になると更に長くなっていく。つまり立褄の長さからも江戸初期までの小袖の特徴を有しているといえる。
一方、江戸初期までの小袖の特徴の一つとして袖幅が狭いことが挙げられる。しかし白練緯地松皮菱竹模様小袖は安土桃山時代のものとされる小袖よりも袖幅が広い。この点に関しては江戸初期までの小袖には袖幅が広いものも見られたとの指摘がある。
なお徳川家康着用と伝えられている小袖の中で、白練緯地松皮菱竹模様小袖の袖幅は他のものよりも約10～15センチメートル程度長い。能装束では能を舞う際の見栄えを重視し、安土桃山時代から江戸初期にかけて袖幅が広がっていく傾向が確認されている。従って袖幅が他の家康所用の小袖よりも広いのは、能を舞うための衣装としての特殊な用途に起因していると考えられる。

### 染色とデザイン
白練緯地松皮菱竹模様小袖は表の肩の部分に松皮菱模様を縫い絞めた上で紫色に染め上げ、背面は右半身の肩下あたりから裾にかけて縫い絞め絞り、鹿の子絞りの技法を用いて浅葱色、黄色、紺色に染めた竹の幹と若竹を描いている。全体的なデザインとして背面では右半身に重心を置いた模様配置を取っている。
竹の葉に関しては細い墨線で葉脈と小さな竹の節を描き出している。そして白く染め残した上に、縫い絞め絞りで紋の輪の部分と葉を浅葱色に染め、筆で葉脈と葉柄を描いた直径約4.6センチメートルの三つ葉葵紋を計5か所に付けている。染色技術的には染めむらが無く均質な色に仕上げている。
このような縫い絞り染めを中心として描絵を加えた技法は、室町時代後期から江戸時代初期にかけて見られた辻が花染の特徴に合致するものである。特に染めむらが見られない均一な染色、細やかな縫い絞りの技法から、慶長年間の辻が花染の完成期、最終段階のものであることが想定されている。

## 家康拝領説に対する異説、疑問

### デザインから見た異説

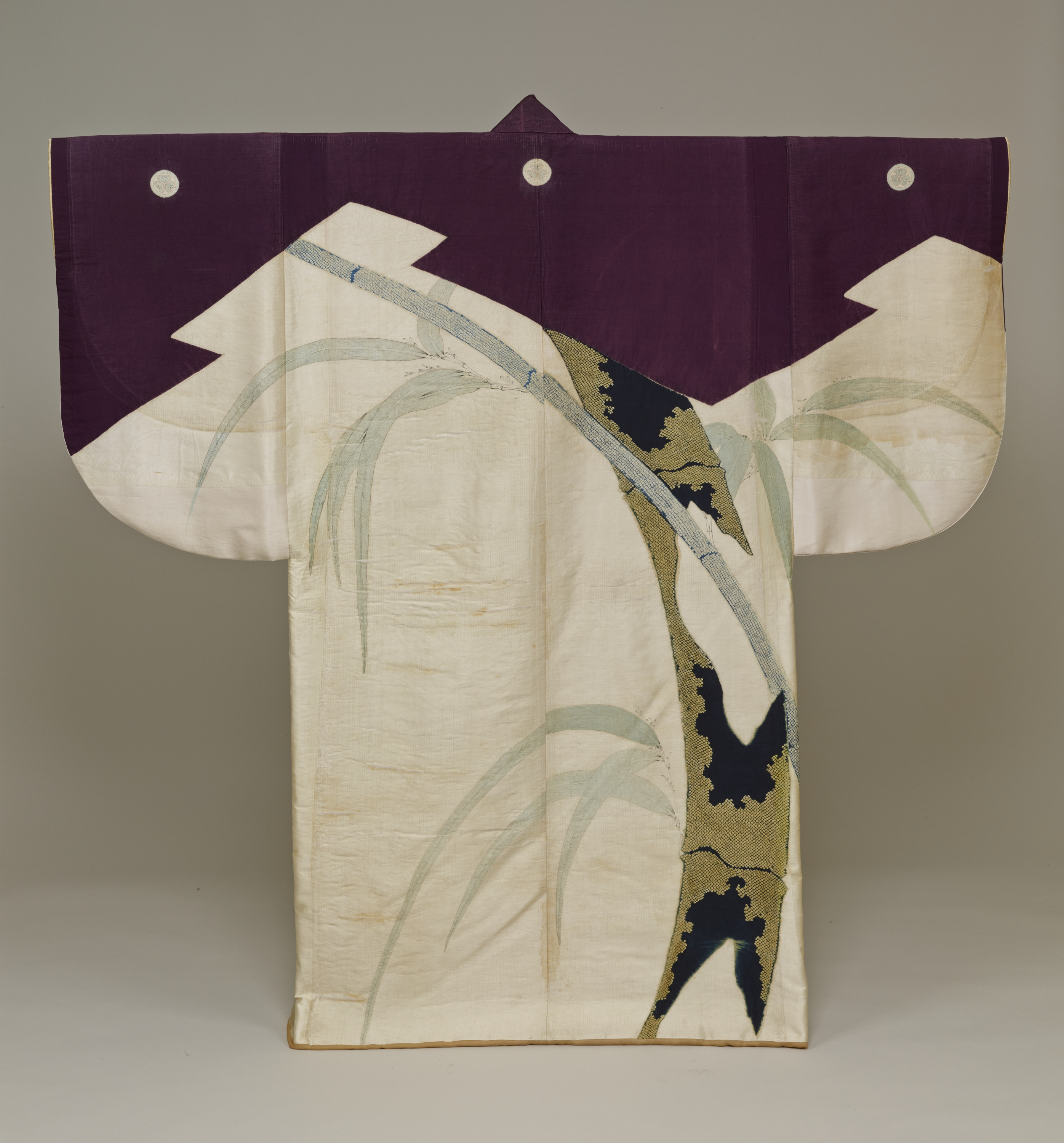
白練緯地松皮菱竹模様小袖（裏）

白練緯地松皮菱竹模様小袖はそのデザインからみて、徳川家康所用のものであるとの伝承が誤っているのではないかという説が唱えられている。特に背面の右側に重心を置く全体的なデザインは、伝承よりも約半世紀後に流行した寛文小袖に近く、江戸初期のものとは考えられないとの説が出されている。
また徳川義宣は、伝承の通り慶長15年に狂言鷺流10世家元の鷺仁右衛門宗玄が家康から拝領された小袖であることを認めながらも、他の家康着用の伝承がある小袖とは意匠が異なると指摘しており、また服飾研究者の伊藤敏子も他の家康所用と伝えられる小袖と比較して、デザインの違いと袖幅の広さが異例である等その特異性を指摘しながらも、通常の小袖ではなくて能を舞うためという特殊な使用目的の小袖であったことが理由として考えられ、家康から拝領したとの通説は正しいとの判断を示している。

### 三つ葉葵の紋の謎
後述のように白練緯地松皮菱竹模様小袖は能を舞う際の衣装として制作されたことが、その特殊な形態の要因であると考えられている。しかし能装束には紋をつけないことが慣例であり、5つの三つ葉葵紋があることが大きな疑問として残る。徳川義宣もまた5か所に三つ葉葵の紋章をつけた白練緯地松皮菱竹模様小袖が、演能専用の能装束であったはずがないと指摘している。
また中世から近世にかけての能装束はもっぱら織の技術で作られたものであり、染の技術を駆使した「そめもの」小袖は、資料的にも文献的にも見いだせず、その点から見ても白練緯地松皮菱竹模様小袖を演能専用の能装束と見なすことには無理があるとの指摘がある。
なお家康所用と伝えられる小袖の中で、三つ葉葵の紋がついているものは家康自身が使用するために制作されたと考えられている。このため白練緯地松皮菱竹模様小袖は元来、家康自身用に制作されたものであり、下賜を目的としたものではなかったと見られている。
三つ葉葵の紋の意匠は、家康所用との伝承がある初期の小袖では全体に紋を散らしたり、紋の色も多色であったり白露を付けた紋を描いたものがあるなど、比較的自由なデザインがなされていた。しかし白練緯地松皮菱竹模様小袖は江戸時代に五つ紋を描く定位置となる場所に紋を描き、しかも白抜き地に浅葱色に統一して彩色しており、紋章としての定式化が進みつつあった段階を示している。

### 家康の仕舞・小舞用の衣装の可能性
徳川家康は駿府で今川義元のもとで暮らしていた時期より能・狂言を学び、趣味として本格的なものであったと言われており、しばしば自らが能や狂言を演じていたことが同時代の記録に残っている。
能・狂言においては正式な能装束を纏い、面を付けて演じる本格的な演能とは異なり、能の演目の一部分を囃子無しの地謡のみで舞う仕舞、狂言の場合も演者が地謡のみで舞う小舞という形式があり、仕舞や小舞時は正式な能衣装では無くて紋付の小袖に袴といういでたちで舞うことになる。また仕舞や小舞は演じられることもあったが、能・狂言の基礎を学ぶ稽古時に舞われるという重要な役目もある。
このような点から白練緯地松皮菱竹模様小袖は家康が能・狂言の稽古時や、内々の催しなどで舞う際の仕舞・小舞用の衣装として制作された小袖である可能性が指摘されている。つまり家康が能・狂言の稽古用、内々の催しで着用するために作られた小袖が、褒美として演能者が拝領したのではないかと想定されている。
そして家康が練習時や内々で能、狂言を舞うことを目的として制作されたため、舞を舞う際の舞台演出効果、審美性を考慮した大柄で動きのある大胆な構図が採用されたものと考えられている。

## 鷺流と白練緯地松皮菱竹模様小袖

### 鷺流と鷺仁右衛門宗玄
現存する狂言は大蔵流、和泉流の二派に大別される。しかし江戸時代には大蔵流、和泉流の他に鷺流があり、大蔵、鷺流は幕府御用、和泉流は尾張徳川家の庇護を受けつつ禁裏御用を勤めていた。
伝承では鷺流の始祖は南北朝時代の足利尊氏の頃に活躍した狂言師、服部路阿弥であるとされている。しかし鷺流宗家である鷺家の室町時代の部分の系譜は、基本的に仮託であると考えられている。5世と伝えられる日吉万五郎以降、芸に関する伝承があった可能性はあり、また家系的にも9世の三之丞からの繋がりは類推され得るものの、流派としての鷺流、そして宗家としての家系からみても、実質的な創始者は10世の鷺仁右衛門宗玄であると考えられている。

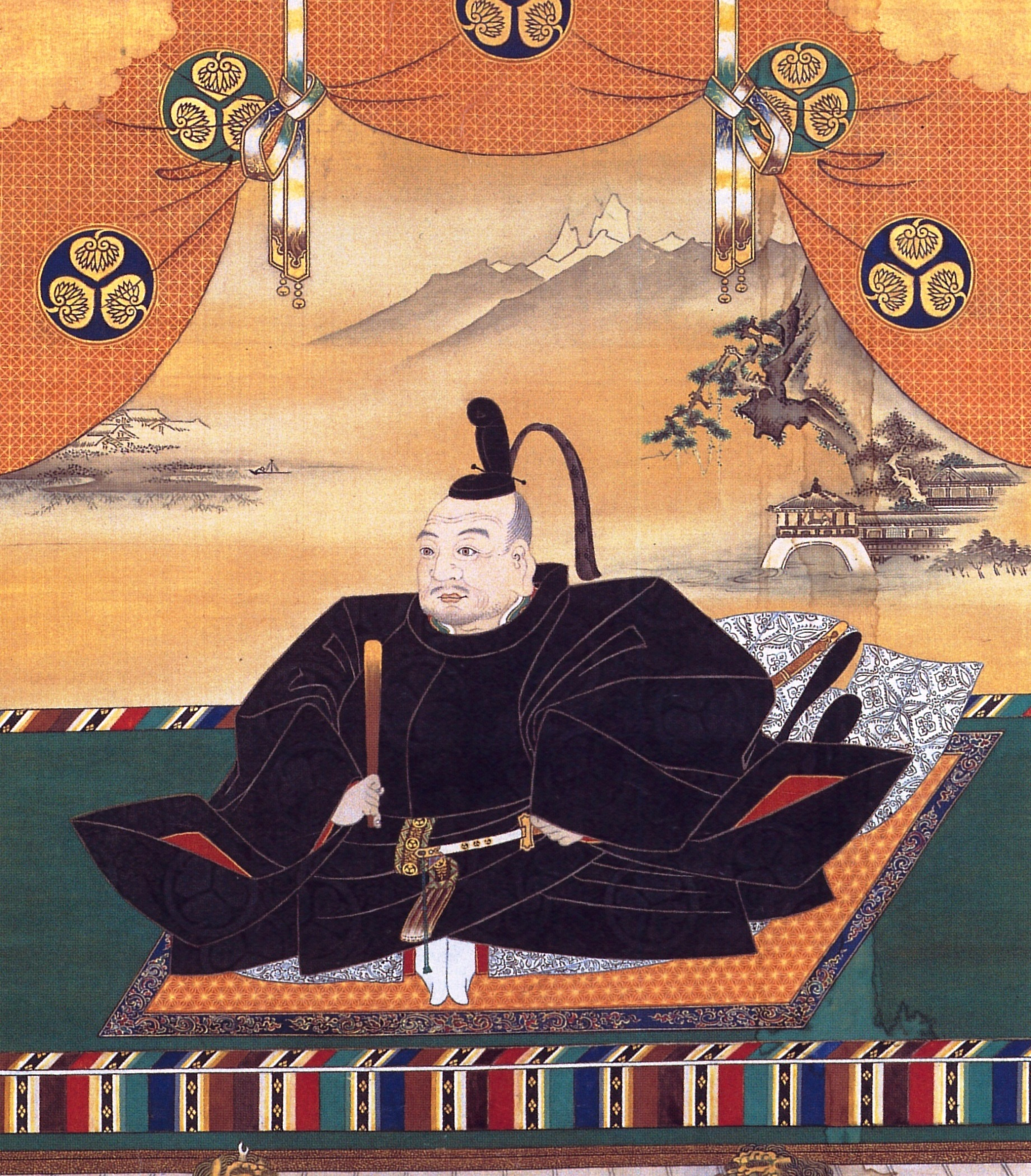
徳川家康

能と狂言の愛好者であった家康は、能、狂言を武家の儀式典礼用の公式の演劇である式楽に定めた。鷺仁右衛門宗玄は家康が慶長6年（1601年）に大坂城で主催した能・狂言の公演に登場していることが確認されている。
鷺仁右衛門宗玄の芸風は斬新で創意工夫に富んだものであったと考えられている。家康は鷺仁右衛門宗玄の芸を評価し、引き立てていった。慶長8年（1603年）に二条城で行われた、家康の征夷大将軍の将軍宣下を祝う行事において狂言を演じ、慶長14年（1609年）にはこれまで詰めていた大坂城から、家康が隠居していた駿府城に本拠地を移し、家康から150石の俸禄を給されるようになった。
家康からの恩顧を受けながら、鷺仁右衛門宗玄は観世座に食い込んでいく。家康は能・狂言を武家の式楽として定めるに当たり、観世、金春、宝生、金剛四座のうち観世座を筆頭とした。鷺仁右衛門宗玄は慶長19年（1614年）には観世座付の狂言方となり、以後江戸時代を通じて鷺家は観世座付狂言方の家柄として、狂言諸流派筆頭の地位を占めるようになった。
このように優れた狂言師でありかつ政治力も備えていた鷺仁右衛門宗玄は、家康の愛顧を足掛かりとして鷺流を創始した。
鷺流は明治維新後の能・狂言の衰微期に、当主の鷺権之丞が各地を流浪する中、明治28年（1895年）に亡くなったことにより宗家が絶え、大正11年（1922年）には鷺流所属の最後の狂言師が亡くなったことにより、鷺流自体も絶えた。

### 鷺流における伝承
白練緯地松皮菱竹模様小袖が徳川家康から拝領を受けたとの伝承は、文政4年（1821年）に鷺流16世家元の鷺仁右衛門定賢が記した、白練緯地松皮菱竹模様小袖と摺箔帯は慶長15年（1610年）に家康から狂言鷺流10世家元の鷺仁右衛門宗玄が拝領し、以後鷺家が所有してきた旨を明記した由来書に基づくものである。
慶長15年に家康から拝領したとの資料はこれまで文政4年の由来書しか無く、同時代の史料からの裏付けに欠け、根拠として弱いとの指摘がなされてきた。
学習院女子大学の福島雅子は、田安家に伝承されていたと伝えられている、狂言各流派の由来書等をまとめた「重修猿楽伝記」の「観世座鷺仁右衛門家由来書」の中に、年月は不詳としながらも「御紋付御小袖一つ」と「摺箔御紋付御帯一つ」を家康から拝領したとの記述があることを指摘している。この「御紋付御小袖」とは白練緯地松皮菱竹模様小袖、「摺箔御紋付御帯」とは附属の摺箔帯のことと考えられ、「重修猿楽伝記」の「観世座鷺仁右衛門家由来書」が編纂された享和2年（1802年）の段階で家康からの拝領品との伝承があったことが確認された。
なお前述のように明治時代になって鷺流は断絶し、同家が所有していた文書等は散逸してしまっており、文献上の伝承に関する解明には至っていない。

## 評価

### 小袖の意匠変遷における位置づけ
白練緯地松皮菱竹模様小袖は、肩を松皮菱型に区切った上で紫地と白地とに染め分けている。この構図は室町時代の肩と裾の部分に模様をあしらう肩裾形式を想起させる。また家康所用とされる小袖には、葵梶葉文染分辻が花染小袖のように肩裾形式の上に紫地と白地を染め分けるものが見られることも注目される。
更に松皮菱型の区画を設け、一方の区画を紫地に染めるデザインは、安土桃山時代の辻が花染めに多く見られる特徴である。このように白練緯地松皮菱竹模様小袖は、安土桃山時代から江戸時代初期の辻が花染の小袖や、徳川家康所用と伝えられる小袖と類似していることが指摘できる。
デザイン的に室町時代、安土桃山時代からの伝統を受け継いでいるとともに、前述のようにその縫い絞りや染の技術の高さから、辻が花染の完成期、最終段階の作品であるとの評価がある。その一方で白練緯地松皮菱竹模様小袖は先駆的かつ斬新な意匠も注目されている。
前述のように背面右側に竹が大きく弧を描き、左側に余白を作った動きのある構図は、半世紀後に盛行する寛文小袖のスタイルを想起させる。東京国立博物館の小山弓弦葉は白練緯地松皮菱竹模様小袖を例に、左腰部分に十分に余白を取った躍動感のある構図は、江戸初期の武家の小袖に始まり、寛文期には東福門院の小袖など女性の衣服にまで広まったと指摘している。また丸山伸彦も、肩の部分の松皮菱の部分には肩裾形式を想起させる面を認めながらも、竹や笹をメインとした大胆な全体構成は寛文小袖を髣髴とさせるものであり、戦国末期から江戸初期にかけてのかぶき文化の流れを引きながら、大胆かつ伸びやかな様式の寛文小袖の源流となった作品のひとつであると評価している。

### 重要文化財指定
白練緯地松皮菱竹模様小袖は練緯地の材質、辻が花染の手法が江戸初期の慶長15年に家康から狂言鷺流10世家元の鷺仁右衛門宗玄が拝領したものであるとの所伝を裏付けたものと考えられ、大胆な意匠の中に絞り染め、描絵、辻が花染めの繊細な技法が窺える。その一方で指定時の告示では、文様の配置的に寛文小袖を思わせることを指摘し、更に家康所用との伝承がある小袖としては異例のものであると、その独自性についても言及している。それらを総合して江戸時代初期の数少ない遺品として貴重であると評価して、昭和40年（1965年）5月29日に付属の摺箔帯とともに重要文化財に指定された。
重要文化財指定時、白練緯地松皮菱竹模様小袖は個人所有であったが、昭和46年（1971年）、国が買い上げて東京国立博物館が所蔵するようになった。

## 2009年からの修復
平成21年（2009年）10月から平成23年（2011年）9月までの2年間をかけて、白練緯地松皮菱竹模様小袖の修復作業が行われた。
修理前、練緯地の経糸に使用されている生糸の劣化が進み、硬質化したことによって経糸の断裂が進んでいた。その上、過去の粗い修復作業によって修復箇所に新たな断裂が発生していることも確認された。そこで作業中にばらばらにならぬよう簡易な補強を行った後に、いったん全面的に解体した。
そして補強用の練緯地を新たに制作した、全面に渡って補強用の練緯地を使用することになったため、もともとの生地よりも薄手なものとした。補強布地は本体への色移りの可能性を考慮して染料を選択し、また本体の縫い絞り染めとは異なり、糊による防染を施した後に挿し染めで模様を描いた。
修復作業の中で、これまでに複数回の仕立て替えと2回の修理が行われたことが確認された。これまでの修復作業時に使用された糸や補修用の布地は全て除去され、しわ伸ばしの作業、そして修復時の針跡について整形が行われた。その上で補強用の布地を極細の糸で縫い合わせ、可能な限り制作時に戻す形で仕立てた。なお、表地と裏地の間の綿は修復前に比べて寸法が変わったため新調し、これまで使用していた綿は別途保存することになった。

## 摺箔帯
付属の摺箔帯は、幅約5.8センチメートル、長さは約287.8センチメートルである。茶色の練緯地に芯を入れており、模様は表裏同じものが帯の両端と中央部に金摺箔で段状に描かれている。模様のモチーフは菊紋、桐紋、梅紋、木瓜紋、三つ葉葵紋である。
家康所用の衣装に関する記録、「駿府御分物帳」の能衣装の部分には摺箔帯が記されていることから、家康が能を舞う際に摺箔帯を用いていたことがわかり、このことも白練緯地松皮菱竹模様小袖が能を舞うための小袖であることの裏付けのひとつとされている。